# Фенікс (повітряна куля)
Фенікс (нім. Phönix; 1893, Німеччина) — повітряна куля спроєктована й збудована Гансом Гроссом для німецької Асоціації розвитку аеронавтики. Впродовж 1893—1896 років на ній було здійснено 23 наукові польоти в рамках «Берлінських наукових експедицій на повітряних кулях». 4 грудня 1894 року підняла німецького метеоролога Артура Берсона на рекордну висоту 9 155 метрів.
2 травня 1896 року під час аварійного приземлення була сильно пошкоджена й більше не здійснювала польотів.

## Створення повітряної кулі

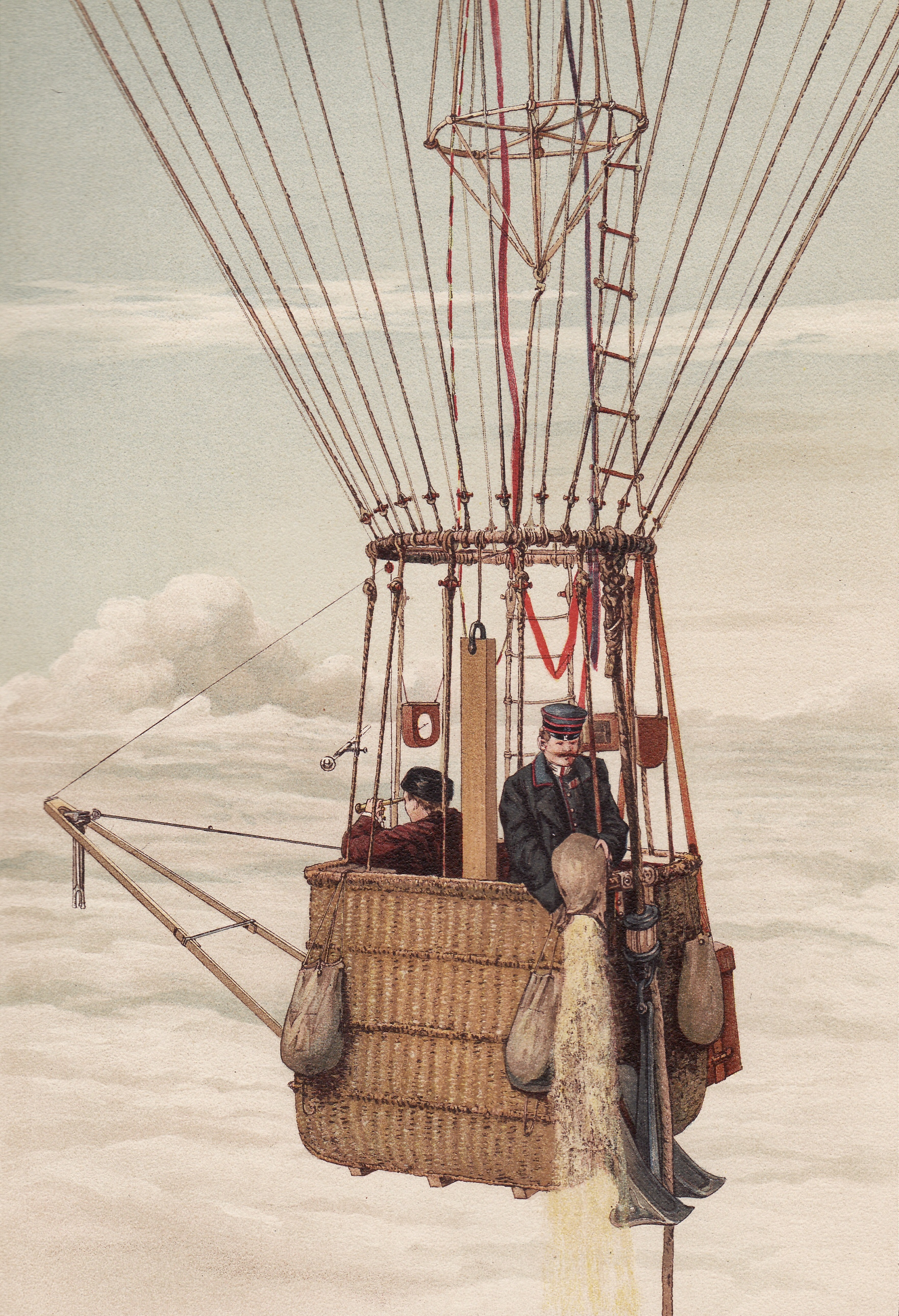
Лейтенант Ганс Гросс і метеоролог Артур Берсон в кошику повітряної кулі «Фенікс» під час наукового польоту (1894 рік)

Після вибуху повітряної кулі «Гумбольдт» 26 квітня 1893 року німецька Асоціації розвитку аеронавтики вирішила створити нову кулю для здійснення наукових польотів. Члени асоціації вдруге звернулись до кайзера Вільгельма II з проханням про виділення коштів на будівництво кулі. Кайзер відгукнувся на їхнє прохання і виділив з свого фонду додаткові 32 тисячі марок. Спроєктував нову повітряну кулю лейтенант Ганс Гросс, який брав участь у всіх шести польотах «Гумбольдта».
Гросс врахував всі недоліки своїх попередніх польотів і намагався усунути їх в новій повітряній кулі. Зробивши висновки після вибуху «Гумбольдта» наприкінці його шостого польоту, Гросс приєднав до оболонки кулі спеціальний витяжний строп, потягнувши за який, пілот досить легко й швидко здував повітряну кулю. Це дозволило пілотам значно полегшити приземлення кулі і запобігти її повторному зльоту або небезпечному ковзанні по полях чи чагарниках. Такий спосіб безпечного приземлення використовують і на сучасних повітряних кулях.
Оболонка нової повітряної кулі складалась з двох шарів тканини: зовнішній шар був пошитий з бавовняної тканини від берлінської компанії Rudolph Hertzog, а внутрішній — з прогумованої тканини компанії Continental Caoutchouc and Gutta-Percha Compagnie з Гановера. До оболонки кулі було приєднано два клапани різного розміру: менший використовувався для спуску зайвого газу чи водню під час маневрування кулі і під час її польоту, а більшим користувались виключно для здуття оболонки після приземлення кулі. Також, Гросс скористався порадою професора Барча фон Зігсфельда і тканину оболонки кулі регулярно просочували 10 % розчином хлорид кальцію, щоб зберегти її електропровідність й уникнути виникненню іскріння від електростатичного розряду (саме через таке іскріння й спалахнув газ в оболонці «Гумбольдта»). В результаті, оболонка повітряної кулі виявилась доволі важкою, адже кожен квадратний метр тканини важив 330 грамів.
Кошик (гондолу) для повітряної кулі було виготовлено з ротанґа, його площа дорівнювала 1,60 м на 1,20 м, а висота досягала 1,25 метри. Кошик був дуже зручним і в ньому вільно поміщалось троє пасажирів стоячи, або двоє сидячи. Для захисту від холоду, на плетеній підлозі кошика клали матрац, а стінки зсередини обшивали повстю. Спеціальний ящик сплетений з тростини служив сидінням для пасажирів, а також для зберігання провіанту, карт та одягу. Мішки з баластом були частково закріплені до зовнішньої сторони кошика. Поруч з якорем, який викидали під час приземлення кулі, знаходився 150 метровий буксирний канат. Для вимірювання температури та вологості повітря аспіраційний психрометр Асманна був прикріплений до спеціальної висувної штанги. Оболонка повітряної кулі мала об'єм 2630 м³. Загальна вага повітряної кулі разом з кошиком досягала 775 кг. Для висотних польотів було виготовлено зменшений кошик і коли його використовували, вага повітряної кулі дорівнювала лише 713 кг.
Свою назву повітряна куля отримала в честь міфічного птаха фенікса, який, як відомо, мав здатність відроджуватись з попелу (як і міфічний птах, повітряна куля «Фенікс» народилась з попелу свого попередника «Гумбольдта»). В середині літа 1893 року «Фенікс» був готовий здійснювати свої перші польоти.

## Наукові польоти «Фенікса»
Впродовж 1893—1896 років на повітряній кулі «Фенікс» було здійснено 23 наукові польоти. Куля провела в польоті близько 180 годин і подолала загальну відстань понад 6290 км.
Перший політ «Фенікса» відбувся 14-15 липня 1893 року і став першим науковим польотом який німецькі вчені провели вночі. Куля стартувала о 10:32 вечора з околиць Берліна. За її стартом спостерігала велика кількість глядачів, серед яких був відомий німецький фізик Герман фон Гельмгольц. «Фенікс» протримався в небі цілу ніч, пролетів близько 185 км і безпечно приземлився в селі Pielitz, недалеко від Бауцена. Керував повітряною кулею лейтенант Ганс Гросс, а метеорологічні дослідження здійснював Артур Берсон.
Вже через 10 днів після свого першого польоту, «Фенікс» був готовий до наступної експедиції. 25 липня 1893 року куля пролетіла більше 390 км за 9 годин і досягла висоти понад 4200 метрів. Під час приземлення біля села Клобучино, витяжний строп встановлений Гроссом для безпечного й швидкого випуску водню з оболонки кулі вперше довів свою цінність, оскільки швидкість вітру на землі досягала 20 м/сек і пілотам довелось дуже швидко спускати оболонку «Фенікса», щоб він повторно не піднявся в небо. Третій політ «Фенікса» в серпні 1893 року завершився біля невеликого замку Kreba в селі Креба-Нойдорф, де Гросс, Берсон і професор Bornstein відвідали місцевого графа Einsiedel.
Протягом осені і початку зими 1893 року «Фенікс» здійснив ще шість успішних польотів. Під час свого шостого польоту, 19 жовтня 1893 року, куля досягла максимальної висоти 6060 метрів і приземлилась біля мальовничого замку Sichrow. Сьомий політ «Фенікса», 10 листопада 1893 року, був одним з найдовших і тривав 10 годин й 42 хвилини. Берсон і Гросс довго не могли знайти підходящого місця для приземлення і в результаті, були вимушені здійснювати посадку на невелику гірську галявину оточену лісом й скелями біля села Лауенферде. Дев'ятий політ «Фенікса», який відбувся 15 грудня 1893 року також завершився складним приземленням кулі прямо в невеликий струмок біля села Gross Tinz недалеко від Легниця. Повітряна куля і пілоти сильно намокли, а оболонка кулі отримала невеликі пошкодження від гілок верби, яка росла біля струмка.
12 січня 1894 року відбувся десятий політ «Фенікса», під час якого лейтенант Гросс і Артур Берсон пролетіли 205 км, досягли висоти 5035 метрів і були змушені передчасно перервати свій доволі успішний політ долетівши до узбережжя Балтійського моря в околицях містечка Барт. Наступний зимовий політ «Фенікса» відбувся 17 лютого 1894 року. Окрім Берсона і Гросса в ньому взяв участь ще один метеоролог професор Baschin. «Фенікс» за 8 годин польоту пролетів 385 кілометрів і приземлився в гірській місцевості біля містечка Бехинє.
Навесні 1894 року «Фенікс» зміг здійснити ще чотири успішні наукові польоти. На його п'ятнадцятий виліт, який відбувався 11 травня 1894 року, прийшов поглянути німецький імператор Вільгельм II. Куля цього дня пройшла невелику відстань в 200 кілометрів за 4 години, проте досягла максимальної висоти в 7930 метрів, що було значно вище ніж у всіх попередніх польотах.
Ще більш успішні польоти були проведені на «Феніксі» влітку 1894 року. Так, 6-7 липня Артур Берсон здійснив свій самостійний політ, під час якого зміг пролетіти рекордні 515 кілометрів і протримав повітряну кулю в польоті цілих 18 годин й 35 хвилин. Наприкінці цієї експедиції, він деякий час летів над Балтійським морем і зміг приземлити кулю між містечками Süderfelling і Troldhede на півострові Ютландія. 4 серпня 1894 року, Берсон і Гросс змогли пролетіти на «Феніксі» 405 кілометрів за 11 годин і безпечно приземлитись в селі Ramkau біля Гданськ.
Та найбільш успішним виявився передостанній, 22-гий політ «Фенікса», який відбувся 4 грудня 1894 року. Гросс і Берсон готувались піднятись на максимально можливу для повітряної кулі висоту. В останній момент лейтенант Гросс захворів і Берсону довелось здійснювати політ самостійно. Це в деякій мірі допомогло йому, адже без ще одного пілота зменшилась загальна вага повітряної кулі. В результаті, за 5 годин польоту Берсон зміг піднятись на рекордні 9155 метрів, здійснюючи під час всього польоту важливі метеорологічні спостереження і вимірювання, які пізніше були видані в його спільній науковій праці з професором Асманном.
Протягом всього 1895 року «Фенікс» не здійснював наукові польоти, оскільки на той час вже були побудовані нові, доволі успішні повітряні кулі «Cirrus», «Majestic», «Falke» та інші. Останній політ на «Феніксі» здійснили лейтенант Гросс, професор Brahmer і майор Nieber 2 травня 1896 року. Це був єдиний політ «Фенікса» в якому не взяв участі Артур Берсон. Сам політ пройшов доволі успішно: повітряна куля подолала 255 кілометрів, досягла висоти 4615 метрів і протрималась в повітрі більше 10 годин. Проблеми почались одразу після приземлення біля містечка Зангергаузен. На землі дув дуже потужний вітер і Гросс, намагаючись здійснити безпечну посадку, використав свій витяжний строп, щоб швидко спустити оболонку кулі від водню. Але цього разу строп не спрацював, його заклинило і кулю протягнуло декілька кілометрів по полю, після чого кинуло на дерева де вона заплуталась в їх гілках. Гросс і майор Nieber відбулись невеликими синцями, а професор Brahmer вдарився головою і мав невелику кровотечу з лоба. Щоб зняти «Фенікс» з дерев Гроссу довелось розрізати його оболонку навпіл. Після повернення в Берлін було проведено ретельний огляд і вивчення всіх пошкоджень повітряної кулі. В результаті, було прийнято рішення, що пошкоджений «Фенікс» не підлягає ремонту і він більше не буде здійснювати наукові польоти.
| №   | Дата польоту | Рік  | Час в повітрі (год: хв) | Довжина польоту (км) | Максимальна висота (м) | Пілоти                                 | Місце посадки                                                                        |
| --- | ------------ | ---- | ----------------------- | -------------------- | ---------------------- | -------------------------------------- | ------------------------------------------------------------------------------------ |
| 1.  | 14-15 липня  | 1893 | 9:00                    | 185                  | 1930                   | Гросс, Берсон                          | селище Pielitz біля Бауцен (нім. Bautzen), Саксонія                                  |
| 2.  | 25 липня     | 1893 | 7:06                    | 390                  | 4210                   | Гросс, Берсон                          | село Клобучино біля Гданськ (нім. Danzig), Поморське воєводство                      |
| 3.  | 18 серпня    | 1893 | 9:51                    | 185                  | 3790                   | Гросс, Берсон, проф. Bornstein         | замок Kreba в селі Креба-Нойдорф, Саксонія                                           |
| 4.  | 1-2 вересня  | 1893 | 9:54                    | 325                  | 3330                   | Гросс, Берсон                          | містечко Одолянув (нім. Adelnau), Великопольське воєводство                          |
| 5.  | 29 вересня   | 1893 | 8:17                    | 345                  | 3950                   | Гросс, Берсон, проф. Bornstein         | село Хотково (нім. Kathkow), Поморське воєводство                                    |
| 6.  | 19 жовтня    | 1893 | 6:08                    | 240                  | 6060                   | Гросс, Берсон                          | замок Сіхров (нім. Schlosse Sichrow), Ліберецький край                               |
| 7.  | 10 листопада | 1893 | 10:42                   | 300                  | 4100                   | Гросс, Берсон                          | село Лауенферде (нім. Lauenförde), Нижня Саксонія                                    |
| 8.  | 2 грудня     | 1893 | 3:50                    | 255                  | 3380                   | Гросс, Берсон, Зюрінг                  | містечко Шенау (нім. Schönau), Баден-Вюртемберг                                      |
| 9.  | 15 грудня    | 1893 | 7:23                    | 275                  | 3210                   | Гросс, Берсон, проф. Кобке             | селище Gross Tinz біля Легниця (нім. Legnica), Нижньосілезьке воєводство             |
| 10. | 12 січня     | 1894 | 5:02                    | 205                  | 5015                   | Гросс, Берсон                          | містечко Барт (нім. Barth), Мекленбург-Передня Померанія                             |
| 11. | 17 лютого    | 1894 | 8:06                    | 385                  | 4050                   | Гросс, Берсон, проф. Baschin           | містечко Бехинє (нім. Bechin), Південночеський край                                  |
| 12. | 16 березня   | 1894 | 6:55                    | 315                  | 4365                   | Гросс, Берсон, майор Nieber            | містечко Černošín біля Пльзень (нім. Pilsen), Пльзенський край                       |
| 13. | 10-11 квітня | 1894 | 10:01                   | 345                  | 2470                   | Гросс, Берсон, лейт. Sperling          | містечко Гайде (нім. Heide), Шлезвіг-Гольштейн                                       |
| 14. | 26 квітня    | 1894 | 6:39                    | 145                  | 4915                   | Гросс, Берсон                          | селище Густов біля Щецин (нім. Stettin), Західнопоморське воєводство                 |
| 15. | 11 травня    | 1894 | 4:08                    | 200                  | 4665                   | Гросс, Берсон                          | маєток Willershusen біля Грайфсвальд (нім. Greifswald), Мекленбург-Передня Померанія |
| 16. | 9 червня     | 1894 | 7:09                    | 305                  | 5275                   | Берсон, лейт. Sperling, проф. Baschin  | селище Schmolz біля Вроцлав (нім. Breslau), Нижня Сілезія                            |
| 17. | 1 липня      | 1894 | 14:20                   | 310                  | 3850                   | Берсон, Зюрінг                         | маєток Münchshof біля Барнтруп (нім. Barntrup), Північний Рейн-Вестфалія             |
| 18. | 6-7 липня    | 1894 | 18:35                   | 515                  | 3900                   | Берсон                                 | між містечками Süderfelling і Troldhede, Ютландія                                    |
| 19. | 4 серпня     | 1894 | 11:08                   | 405                  | 3485                   | Гросс, Берсон                          | селище Ramkau біля Гданськ (нім. Danzig), Поморське воєводство                       |
| 20. | 9 серпня     | 1894 | 2:51                    | 150                  | 6220                   | Берсон, проф. Baschin, проф. Bornstein | селище Gross Ziegenort біля Щецин (нім. Stettin), Західнопоморське воєводство        |
| 21. | 6 вересня    | 1894 | 7:06                    | 200                  | 5035                   | Берсон, асистент Becker                | селище Grassee біля Дравсько-Поморське (нім. Dramburg), Західнопоморське воєводство  |
| 22. | 4 грудня     | 1894 | 5:17                    | 310                  | 9155                   | Берсон                                 | селище Schönwohld біля Кіль (нім. Kiel), Шлезвіг-Гольштейн                           |
| 23. | 2 травня     | 1896 | 10:50                   | 255                  | 4615                   | Гросс, проф. Brahmer, майор Nieber     | містечко Зангергаузен (нім. Sangerhausen), Саксонія-Ангальт                          |